# Озерна тераса

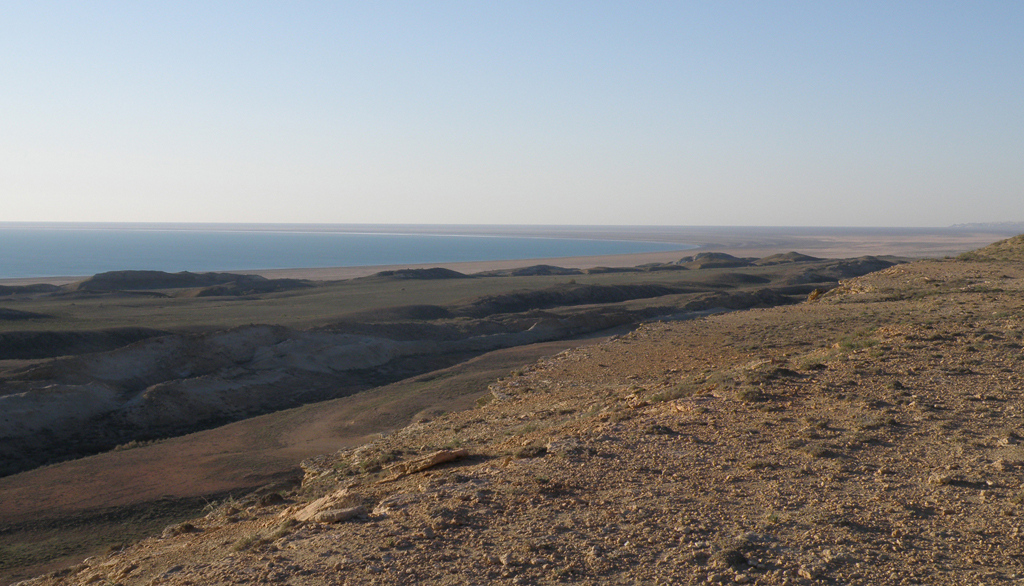
Тераси Аральського моря (озера).

Тераса озерна (рос. терраса озерная, англ. lake terrace; нім. Seeterrasse f) – розповсюджена по берегах озер. Являє собою площу, вирівняну прибоєм (абразією й акумуляцією) у той час, коли озеро мало більш високий рівень. Поверхня озерної тераси звичайно злегка нахилена до озерної западини. Висота її визначається перевищенням тилового шва над рівнем озера.